# Нектарій (Селалмацідіс)
Архієпископ Нектарій (грец. Ἀρχιεπίσκοπος Νεκτάριος в миру Констандінос Селалмацідіс, грец. Κωνσταντίνος Σελαλματζίδης ; (1962 , Драма )) — єпископ Єрусалимської православної церкви, архієпископ Анфідонський. Представник Єрусалимського Патраірхата в Стамбулі.

## біографія
Навчався в четирёклассном церковному ліцеї в Ксанті, потім вступив до Педагогічну академію на Родосі, після чого вивчав богослов'я на теологічному факультеті Університету Аристотеля в Салоніках .
У 1983 році пострижений у чернецтво і висвячений в сан диякона. У 1985 році висвячений в сан ієромонаха з возведенням у сан архімандрита.
Служив в грецькій навчальній групі в Аргентині і Бразилії, де протягом 11 років викладав у державних університетах: у Аргентині дисципліну «Етимологія іспанської мови», в Бразилії — «Використання грецької міфології в сучасній психіатрії».
У 2001 році прибув до Єрусалиму. Служив викладачем Патріаршої школи в Єрусалимі, настоятелем монастиря Святого Стефана. При цьому був членом Ради Еллінізму за кордоном і координатором комітету з питань освіти в Південній Америці.
У 2003 році був призначений Патріаршим Екзархом в Константинополь, де відновив Подвір'я Пресвятого Гробу Господнього, відбудувавши заново вісімдесятирічну будівлю.
4 березня 2013 року рішенням Священного Синоду був обраний архієпископом Анфідонським.
11 березня2013 року в Патріаршому Храмі Святого Георгія на Фанарі в Стамбулі відбулася його єпископська хіротонія з возведенням у сан архієпископа Анфідонського, яку звершили: Патріарх Константинопольський Варфоломій, митрополит Нікейський Костянтин (Харісиадіс), митрополит Капітоліадський Ісихій (Кондоянніс), митрополит Прінкіпоніський Яків (Софроніадіс), митрополит Деркійській Апостол (Даніїлідіс), митрополит Драмський Павло (Апостолідісу) і митрополит Пруський Елпідіфор (Ламбриніадіс) .
21 — 28 грудня 2016 року взяв участь у Зборах Предстоятелів Помісних Православних Церков в Шамбезі.
5 грудня 2019 року рішенням Священного Синоду призначений членом головою Комітету з діалогу Православної та Римо-Католицької Церков від Єрусалимської православної церкви.
Був присутній (молився в храмі) на хіротонії Михаїла (Аніщенка) — Константинопольського патріаршого екзарха в Київське подвір'я.